# Albigenser (Zeittafel)

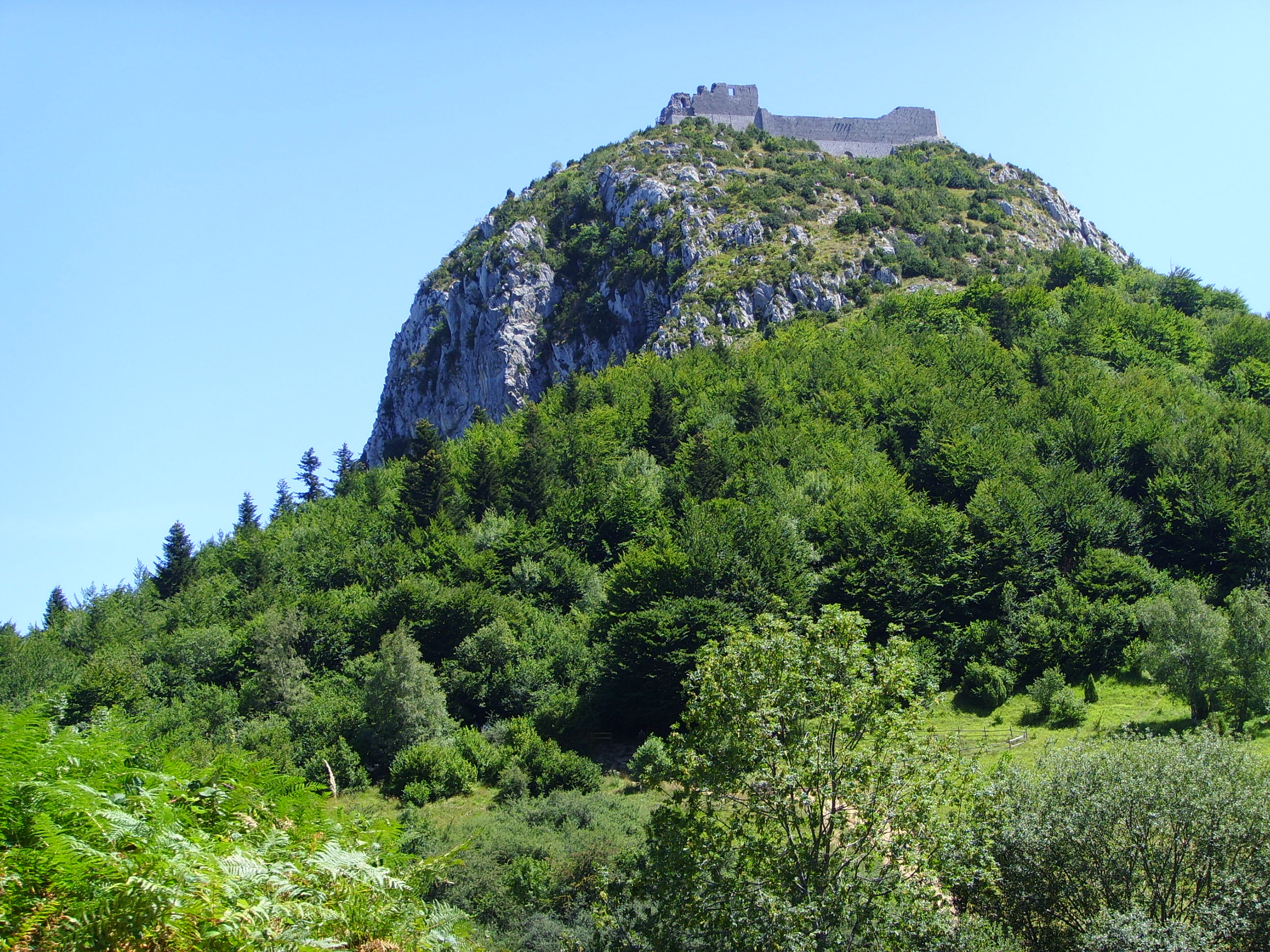
Burg Montségur

Die Albigenser im Südwesten Frankreichs waren die bekannteste und wichtigste Untergruppe der Katharer, einer religiös-sozial, manchmal aber auch politisch motivierten (Protest-)Bewegung des 11., 12. und 13. Jahrhunderts, die Anhänger in vielen Gegenden Europas hatte. Anfänglich von der Amtskirche weitgehend ignoriert, wurde ab dem Ende des 12. Jahrhunderts der kirchliche und politische Druck auf die Bewegung immer stärker – ein Druck, der schließlich im Albigenserkreuzzug (1209–1229) und der Einrichtung von Inquisitionstribunalen (ab 1233) gipfelte und letztlich zum Untergang des Katharerglaubens führte.
Da sich in der Literatur zu den Albigensern und Katharern nicht selten historische Fakten mit esoterischen Spekulationen vermischen, ermöglicht die nachfolgende Zeittafel einen schnellen Überblick über die wichtigsten Geschehnisse, wobei jedoch berücksichtigt werden muss, dass die Quellenlage insgesamt sehr dürftig ist.

## Geschichtlicher Überblick
- 11. Jh. erstes Auftreten der katharischen Lehre in Frankreich und Italien
- 12. Jh. Ausbreitung in mehreren Regionen und Städten Westeuropas
- 1163 Konzil von Tours: Verdammung der Katharer als Ketzer; evtl. erstmalige Benennung als „Albigenser“
- 1165 Konferenz von Katharern und Katholiken in Lombers bei Albi
- 1167 Katharer-Konzil in Saint-Félix-Lauragais unter der Leitung von Niketas (Bogumilenbischof): Einrichtung bzw. Bestätigung der vier Katharer-Bistümer von Albi, Agen, Carcassonne und Toulouse
- 1179 Drittes Laterankonzil: Verurteilung der Katharer durch Papst Alexander III.
- 1181 Der „Vorkreuzzug“ unter der Leitung des Legaten Heinrich von Albano endet nach einer kurzen Belagerung von Lavaur
- 1184 Neuerliche Verurteilung des Katharerglaubens durch Papst Lucius III. in der Bulle 'Ad Abolendam'
- 1204 Ernennung des Zisterzienserabtes Arnaud Amalric (oder Arnaud Amaury) zum päpstlichen Gesandten durch Papst Innozenz III.; in der Folge Verstärkung der Predigermission in den Albigensergebieten
- 1206 Gründung eines Klosters für bekehrte Katharerinnen in Prouille bei Fanjeaux durch Domingo de Guzman; Katharerkonzil in Mirepoix.
- 1207 Disput zwischen Katharern und Katholiken in Pamiers und/oder in Montréal (Aude); Exkommunikation des Grafen Raimund VI. von Toulouse

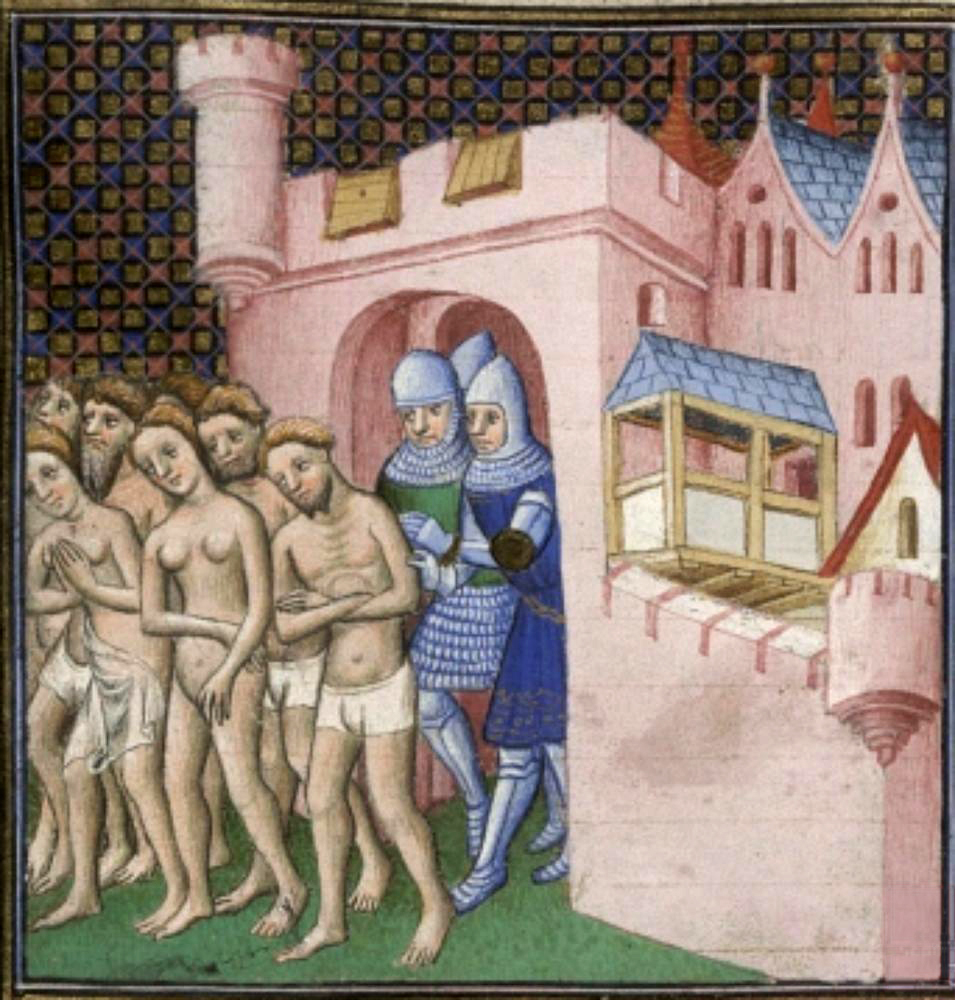
Vertreibung der Katharer aus Carcassonne

- 1208 Ermordung des päpstlichen Legaten Pierre de Castelnau bei Saint-Gilles
- 1209 Beginn des Albigenserkreuzzugs unter der Führung von Arnaud Amalric: Einnahme und Massaker von Béziers; Fall von Carcassonne; Ernennung Simon de Montforts zum Befehlshaber des Kreuzzugsheeres
- 1210 Die Belagerung und Einnahme von Bram endet mit der Verstümmelung und Vertreibung von etwa 100 Ketzern; Fall der Stadt Minerve und der Burgen von Termes und Puivert
- 1211 Belagerung und Einnahme der Burgen von Lastours; Belagerung und Scheiterhaufen von Lavaur; Belagerung und Scheiterhaufen von Cassés; Scheitern der Einnahme von Toulouse; Schlacht bei Castelnaudary
- 1212 Eroberung der Gebiete des Bas-Quercy, des Agennais und der Grafschaft Comminges durch das Kreuzritterheer; Eroberung und Zerstörung der Ortschaft Saint-Marcel (bei Cordes)
- 1213 Schlacht bei Muret: Tod Peters II. von Aragon; Toulouse ergibt sich kampflos.
- 1214 Graf Raimund VI. flieht nach England, der Heimat seiner 3. Ehefrau Johanna Plantagenet
- 1215 Viertes Laterankonzil: Raimund VI. verliert seinen Besitz und seine Rechte an Simon de Montfort.
- 1216 Tod von Papst Innozenz III. (Nachfolger: Honorius III.); Gründung des Dominikaner-Ordens
- 1217 Rückkehr von Raimund VI. nach Toulouse; Beginn der 2. Belagerung
- 1218 Rückeroberung von Toulouse durch Raimund VI.; Simon de Montfort fällt vor Toulouse
- 1222 Tod Raimunds VI. (Nachfolger: Raimund VII.)
- 1223 Tod des französischen Königs Philipp II. (Nachfolger: Ludwig VIII.)
- 1226 Einrichtung des 5. Katharerbistums 'Razès' und Wahl von Benoît de Termes; Beginn des königlichen Kreuzzugs Ludwigs VIII. Der Süden Frankreichs unterwirft sich größtenteils dem König; Raimund II. Trencavel geht ins Exil nach Aragón; Pierre Isarn, ein Katharerbischof, stirbt auf dem Scheiterhaufen in Caunes-Minervois; Tod Ludwigs VIII. (Regentschaft Blankas von Kastilien)
- 1227 Tod des Papstes Honorius III. (Nachfolger: Gregor IX.)
- 1229 Raimund VII. unterzeichnet den Vertrag von Paris (1229); das Konzil von Toulouse bestätigt die Unterdrückung der Albigenserbewegung im Languedoc; viele Katharer gehen in den Untergrund
- 1233 Papst Gregor IX. betraut den Dominikaner-Orden mit der Aufspürung und Verfolgung der Katharer; Beginn der Inquisitionsprozesse
- 1240 Raimund II. Trencavel stellt ein hauptsächlich aus Faydits bestehendes Heer zusammen und versucht erfolglos, die alten Besitzungen seiner Familie (z. B. Carcassonne) zurückzuerobern; Fall von Peyrepertuse
- 1242 Ermordung zweier Inquisitoren in Avignonet
- 1243 Beginn der Belagerung des Montségur
- 1244 Fall des Montségur und Scheiterhaufen für die Verteidiger
- 1249 Tod Raimunds VII.
- 1255 Fall der Burg Quéribus
- 1257 (oder 1258) Bernard d’Alion, der letzte Verteidiger der Burg Usson, wird gefangen genommen und nach einem Inquisitionsprozess in Perpignan verbrannt.
- 1271 Die Grafschaft Toulouse fällt an das französische Krongut.
- 1321 Wilhelm Belibaste, der letzte bekannte „Vollkommene“ (parfait) wird in Villerouge-Termenès verbrannt.